# カルロス・シルバ
カルロス・シルバ（Carlos Silva, 1979年4月23日 - ）は、ベネズエラ・ボリバル共和国ボリバル州シウダ・ボリバル出身の元プロ野球選手（投手）。

## 経歴

### フィリーズ時代
1996年に、ドラフト外でフィラデルフィア・フィリーズに入団。
2002年4月1日に、メジャーデビューを果たした。同年は、リリーフ投手として68試合に登板。防御率3.21という成績を残した。
2003年までは、フィリーズでリリーフ投手を務めた。

### ツインズ時代
2003年12月17日に、エリック・ミルトンとのトレードで、ニック・プント内野手とボビー・コレッキーと共にミネソタ・ツインズへ移籍。
2004年からは先発投手に転向。転向1年目の2004年に14勝を挙げる活躍を見せた。
2005年は9勝に留まったが、188.1イニングを投げて与四球9個（1試合当たりの与四球率0.43）の成績を残す。これは1920年のベーブ・アダムズが記録した0.62を上回る近代メジャー最高記録となった。また同年5月20日のブルワーズ戦では74球で完投勝利を収め、1957年以降では最も少ない投球数での完投記録となった。しかし、2006年は不安定なピッチングが続き、防御率は5.94と悪化。
2006年開幕前の3月に第1回WBCのベネズエラ代表に選出された。
2007年は13勝14敗防御率4.19を記録した。

### マリナーズ時代
2007年12月20日に4年4,400万ドルでシアトル・マリナーズへ移籍。
2008年は4勝15敗防御率6.46とまったく振るわず、チーム批判を何度か繰り返した。
2009年開幕前の3月に第2回WBCのベネズエラ代表に選出された。

### カブス時代
2009年シーズン終了後の12月18日にシルバに600万ドルを加え、ミルトン・ブラッドリーとのトレードでシカゴ・カブスへ移籍した。ブラッドリーは球団批判などをしたため、球団から出場停止処分を受けていた。カブスのジム・ヘンドリーGMはこのトレードをハイリスク・ハイリターンと評した。
2010年は開幕8連勝を記録。カブスの投手では1967年のケン・ホルツマンが開幕から9連勝を記録して以来の快挙となった。
2011年はスプリングトレーニングで5試合の登板で防御率10.90、WHIP1.96を喫して解雇された。

### ヤンキース傘下時代
2011年4月9日にニューヨーク・ヤンキースとマイナー契約を結ぶ。その後ヤンキースのマイナーで計7試合に登板するが、7月2日に解雇された。

## 選手としての特徴
ツーシームに近い「高速シンカー」を中心に、スライダー・チェンジアップを交え、ゴロで打たせて取るメジャーでも屈指のグラウンドボールピッチャーで、奪三振率は低い。被安打数が投球回数を上回っているが、極めて優秀な与四球率（2.0未満）でこれを補っている。

## 詳細情報

### 年度別投手成績
| 年 度    | 球 団    | 登 板 | 先 発 | 完 投 | 完 封 | 無 四 球 | 勝 利 | 敗 戦 | セ 丨 ブ | ホ 丨 ル ド | 勝 率 | 打 者 | 投 球 回 | 被 安 打 | 被 本 塁 打 | 与 四 球 | 敬 遠 | 与 死 球 | 奪 三 振 | 暴 投 | ボ 丨 ク | 失 点 | 自 責 点 | 防 御 率 | W H I P |
| -------- | -------- | ----- | ----- | ----- | ----- | -------- | ----- | ----- | -------- | ----------- | ----- | ----- | -------- | -------- | ----------- | -------- | ----- | -------- | -------- | ----- | -------- | ----- | -------- | -------- | ------- |
| 2002     | PHI      | 68    | 0     | 0     | 0     | 0        | 5     | 0     | 1        | 8           | 1.000 | 350   | 84.0     | 88       | 4           | 22       | 6     | 4        | 41       | 3     | 0        | 34    | 30       | 3.21     | 1.31    |
| 2003     | PHI      | 62    | 1     | 0     | 0     | 0        | 3     | 1     | 1        | 4           | .750  | 381   | 87.1     | 92       | 7           | 37       | 5     | 8        | 48       | 12    | 1        | 43    | 43       | 4.43     | 1.48    |
| 2004     | MIN      | 33    | 33    | 1     | 1     | 0        | 14    | 8     | 0        | 0           | .636  | 869   | 203.0    | 255      | 23          | 35       | 2     | 5        | 76       | 5     | 1        | 100   | 95       | 4.21     | 1.43    |
| 2005     | MIN      | 27    | 27    | 2     | 0     | 2        | 9     | 8     | 0        | 0           | .529  | 749   | 188.1    | 212      | 25          | 9        | 2     | 3        | 71       | 0     | 0        | 83    | 72       | 3.44     | 1.17    |
| 2006     | MIN      | 36    | 31    | 0     | 0     | 0        | 11    | 15    | 0        | 2           | .423  | 811   | 180.1    | 246      | 38          | 32       | 4     | 7        | 70       | 1     | 0        | 130   | 119      | 5.94     | 1.54    |
| 2007     | MIN      | 33    | 33    | 2     | 1     | 1        | 13    | 14    | 0        | 0           | .481  | 848   | 202.0    | 229      | 20          | 36       | 2     | 4        | 89       | 4     | 1        | 99    | 94       | 4.19     | 1.31    |
| 2008     | SEA      | 28    | 28    | 1     | 0     | 1        | 4     | 15    | 0        | 0           | .211  | 689   | 153.1    | 213      | 20          | 32       | 2     | 4        | 69       | 1     | 0        | 114   | 110      | 6.46     | 1.60    |
| 2009     | SEA      | 8     | 6     | 0     | 0     | 0        | 1     | 3     | 0        | 0           | .250  | 142   | 30.1     | 41       | 5           | 11       | 0     | 3        | 10       | 2     | 1        | 29    | 29       | 8.60     | 1.71    |
| 2010     | CHC      | 21    | 21    | 0     | 0     | 0        | 10    | 6     | 0        | 0           | .625  | 480   | 113.0    | 120      | 11          | 24       | 2     | 7        | 80       | 4     | 0        | 55    | 53       | 4.22     | 1.27    |
| MLB：9年 | MLB：9年 | 316   | 180   | 6     | 2     | 4        | 70    | 70    | 2        | 14          | .500  | 5319  | 1241.2   | 1496     | 153         | 238      | 25    | 45       | 554      | 32    | 4        | 687   | 645      | 4.68     | 1.40    |

- 各年度の太字はリーグ最高

### 代表歴
- 2006 ワールド・ベースボール・クラシック・ベネズエラ代表
- 2009 ワールド・ベースボール・クラシック・ベネズエラ代表